# Ка Берноки (Павија)
Ка Берноки је насеље у Италији у округу Павија, региону Ломбардија.
Према процени из 2011. у насељу је живело 118 становника. Насеље се налази на надморској висини од 210 м.